# Dino Cazares
Dino Cazares (Mexicali, 2 settembre 1966) è un chitarrista statunitense, noto per essere il chitarrista di gruppi come Fear Factory, Asesino e Divine Heresy. Precedentemente ha fatto parte anche dei Brujeria e dei Nailbomb.

## Biografia
Prima dei Fear Factory, ha suonato in un gruppo grindcore chiamato "Excruciating Terror". Nel 1989 insieme al batterista Raymond Herrera forma gli "Ulceration", conosciuti un anno dopo come Fear Factory. Durante l'attività con questa band, Dino fonda un altro gruppo, i Brujeria, dedito ad un grindcore/death metal molto feroce dalle tematiche sataniste.
Nel 2002 i Fear Factory si sciolgono, riunendosi però nel 2004. Cazares non partecipò a questa reunion a causa di alcuni diverbi avuti con Herrera e continuò la sua carriera con i Brujeria; in seguito ha formato il side-project Asesino, composto da membri degli stessi Brujeria e degli Static-X.
Nel 2005, ha partecipato alla compilation edita dalla Roadrunner Records chiamata Roadrunner United, a cui hanno collaborato altri artisti della scena metal come Robert Flynn (Machine Head), Glen Benton (Deicide), Matt Heafy (Trivium) e Peter Steele (Type O Negative). Attualmente, Dino sta lavorando per una nuova band, i Divine Heresy, con il batterista Tim Yeung (Hate Eternal, Vital Remains) e il cantante Tommy Vext.
Nei Fear Factory come nei Brujeria, Cazares ha usato chitarre Ibanez RG custom a sette corde costruite su sue specifiche, equipaggiate con un pickup attivo EMG707 o EMGDC10 al ponte, il solo controllo del volume e ponte tremolo bloccato, mentre negli Asesino e nei Divine Heresy usa sempre Ibanez RG ma a otto corde, costruite su sue specifiche con le stesse caratteristiche delle sue 7-corde ma con un pickup EMG anche al manico e selettore a 3-posizioni. Nel 2007 passa alla Seymour Duncan coi pickups attivi AHB-1 Blackouts.
Ad inizio 2009 è tornato a suonare con i Fear Factory.

## Discografia

### Fear Factory
- 1991 - Concrete
- 1992 - Soul of a New Machine
- 1993 - Fear Is the Mindkiller
- 1995 - Demanufacture
- 1998 - Obsolete
- 2001 - Digimortal
- 2010 - Mechanize
- 2012 - The Industrialist
- 2015 - Genexus

### Brujeria
- 1995 - Raza Odiada
- 2000 - Brujerizmo

### Asesino
- 2002 - Corridos de muerte
- 2006 - Cristo satánico

### Divine Heresy
- 2007 - Bleed the Fifth
- 2009 - Bringer of Plagues

### Altri
- 1997 - Junkie XL - Saturday Teenage Kick
- 1997 - Junkie XL - Define Beats
- 1997 - Strife - In This Defiance
- 1999 - Junkie XL - Big Sounds Of The Drags
- 2019 - Die Klute - Planet Fear

### Collaborazioni
- 1994 - Nailbomb - Point Blank (chitarra nel brano 24 Hour Bullshit)
- 1994 - Artisti Vari - Sounds of Ordinary Madness (chitarra nel brano Live And Improvised Tracks - Melbourne '93 degli Hate Factory)
- 1998 - Soulfly - Soulfly (chitarra nel brano Eye For An Eye)
- 1999 - Atari Teenage Riot - 60 Second Wipeout (chitarra nel brano Death Of A President D.I.Y.!)
- 2000 - Cypress Hill - Skull & Bones (chitarra nel brano Get Out of My Head)
- 2002 - Crooked - Crooked (chitarra nei brani Inside e Mistake)
- 2005 - Roadrunner United - The All-Star Sessions (chitarra nei brani The Enemy, The End, Baptized in the Redemption, No Mas Control)
- 2008 - Roadrunner United - The Concert (chitarra nei brani Punishment, Set It Off, March of the S.O.D., Rivers Runs Red, The End Complete, Dead By Dawn, Pure Hatred, Replica, Black No.1, The End, Refuse/Resist, Surfacing, Davidian, (sic), Roots Bloody Roots)